# Kasteel van Buis
Het Kasteel van Buis (Frans: Château de Buis, vroeger ook Château de Buy) is een kasteel in de Franse gemeente Chissey-en-Morvan, in het gehucht Buis.
Het gebouw is achttiende-eeuws (omstreeks 1781) maar het gaat terug op een middeleeuwse versterkte woning. Het kasteel telt een verdieping met vijf grote en hoge ramen en is bekroond met een mansardedak. Aangehecht is een langerekt bijgebouw onder mansardedak waar zich onder andere een schuur bevond.